# Sveriges överbefälhavare
Överbefälhavaren (ÖB) är myndighetschef för den svenska förvaltningsmyndigheten Försvarsmakten, som sorterar under Försvarsdepartementet. ÖB utses av och lyder under regeringen. 
ÖB är den högsta yrkesmilitära befattningen i Sverige. ÖB-ämbetet är den svenska motsvarigheten till det som inom EU- och Nato-terminologi benämns funktionellt som försvarschef.
General Michael Claesson är ÖB sedan 1 oktober 2024.

## Uppgifter och ansvar
Överbefälhavaren – i dagligt tal kallad ÖB – utses, liksom andra chefer med amirals- och generalsrang, av regeringen. Vid utnämningen befordras den nye överbefälhavaren till fyrstjärnig amiral eller general.
Överbefälhavarens uppgift är att leda Försvarsmakten. Det innebär att:
- säkerställa att myndigheten har de förband och den beredskap som regeringen beslutat om
- använda de militära styrkorna enligt regeringens beslut för Sveriges försvar.

Om ett utländskt fartyg eller luftfartyg använder våld mot mål inom svenskt territorium får överbefälhavaren, i enlighet med IKFN-förordningen, besluta om att använda vapenmakt. I andra fall krävs beslut av regeringen eller riksdagen.

### Grad och historik
Den sittande överbefälhavaren innehar, liksom H.M. Konung Carl XVI Gustaf, den högsta officersgraden – fyrstjärnig general eller amiral.
Enligt § 14 i 1809 års regeringsform, som gällde fram till 31 december 1974, var konungen högste befälhavare för Krigsmakten. I praktiken var det dock statsrådet som styrde i konungens namn.  
I 1974 års regeringsform, som trädde i kraft 1 januari 1975, fastslås att regeringen de jure har det övergripande ansvaret för Försvarsmakten. Konungens militära grader är sedan dess endast honorära titlar, eller med militärt språkbruk à la suite.

### Särskilda fall
Normalt är överbefälhavaren den ende svenske aktive yrkesofficeren med fyrstjärnig amirals- eller generalsgrad. Ett undantag var den tidigare överbefälhavaren general Håkan Syrén, som behöll sin grad under sin tid som ordförande för Europeiska unionens militärkommitté (2009–2012). Detta innebar att Sverige för första gången hade två aktiva fyrstjärniga generaler.

## Ämbetets historik
Sedan medeltiden och fram till inrättandet av en ordinarie befattning som överbefälhavare 1942 var kungen den högste militära befälhavaren, med undantag av Frihetstiden (1719-1772). Om kungen var fysiskt kapabel att gå i fält förväntades han personligen leda krigsmakten. Samtliga kungar från 1523 till 1814 förde också fältkommando i krig, med undantag för Johan III, Fredrik I, Adolf Fredrik och Karl XIII.
Under perioden 1889 till 1920 kunde chefen för Lantförsvarsdepartementet respektive chefen för Sjöförsvarsdepartementet i kungens namn föra högsta befälet till lands respektive till sjöss om vederbörande var officer. År 1920 slogs de bägge departementen ihop till Försvarsdepartementet och funktionen som försvarsminister infördes. Varje försvarsgren var då direkt underställd Kungl. Maj:t.
Överbefälhavarämbetet infördes i syfte att ha en militär chef med ansvar för de samlade militära styrkorna. Befattningen inrättades genom ett kungligt brev 1936 i enlighet med försvarsbeslutet 1936, och skulle tillsättas i krig eller i krigsfara. Den högsta gemensamma militära befattningen i fredstid var chefen för Försvarsstaben. Mot bakgrund av Andra världskrigets utbrott hösten 1939, utsåg regeringen Olof Thörnell till Sveriges första överbefälhavare den 8 december samma år. Med försvarsbeslutet 1942 beslöts att en överbefälhavare skulle finnas tillsatt även i fredstid.
Den moderna överbefälhavarens uppgifter var ursprungligen helt inriktade på strategi och operativ ledning av krigsförbanden. Med åren tillkom fler uppgifter av samordnande och administrativ karaktär. År 1994 blev ÖB myndighetschef för den då nyinrättade myndigheten Försvarsmakten, som var en sammanslagning av tidigare militära myndigheter.
Till utgången av 1974 var kungen formellt Högste Befälhavare i enlighet med 1809 års regeringsform. Sedan 1975 lyder överbefälhavaren under regeringen; kungen har därefter endast hedersgrader som general och amiral, är hederschef för Livgardet och Livregementets husarer samt har en vid hovet adjungerad militärstab med personal från Försvarsmakten.

### Lista över Sveriges överbefälhavare
Sedan befattningen inrättades 1942 har det aldrig utnämnts någon ÖB med bakgrund från flottan. Håkan Syrén kom från dåvarande Kustartilleriet som ingick i Marinen men hade samma tjänstegrader som Armén och Flygvapnet.

1942-1993 använde sig Överbefälhavaren av det vapen som idag förs av Försvarsmakten.

| Nr |  | Namn                     | Tillträdde      | Avgick            | Försvarsgren |
| -- |  | ------------------------ | --------------- | ----------------- | ------------ |
| 1  |  | General Olof Thörnell    | 8 december 1939 | 31 mars 1944      | Armén        |
| 2  |  | General Helge Jung       | 1 april 1944    | 31 mars 1951      | Armén        |
| 3  |  | General Nils Swedlund    | 1 april 1951    | 30 september 1961 | Armén        |
| 4  |  | General Torsten Rapp     | 1 oktober 1961  | 30 september 1970 | Flygvapnet   |
| 5  |  | General Stig Synnergren  | 1 oktober 1970  | 30 september 1978 | Armén        |
| 6  |  | General Lennart Ljung    | 1 oktober 1978  | 30 september 1986 | Armén        |
| 7  |  | General Bengt Gustafsson | 1 oktober 1986  | 30 juni 1994      | Armén        |
| 8  |  | General Owe Wiktorin     | 1 juli 1994     | 30 juni 2000      | Flygvapnet   |
| 9  |  | General Johan Hederstedt | 1 juli 2000     | 31 december 2003  | Armén        |
| 10 |  | General Håkan Syrén      | 1 januari 2004  | 24 mars 2009      | Marinen      |
| 11 |  | General Sverker Göranson | 25 mars 2009    | 30 september 2015 | Armén        |
| 12 |  | General Micael Bydén     | 1 oktober 2015  | 30 september 2024 | Flygvapnet   |
| 13 |  | General Michael Claesson | 1 oktober 2024  | ...               | Armén        |

### Anmärkning
1. ↑  Om en officer ur flottan utnämns till överbefälhavare.
2. ↑  Fredrik I hade fört högsta militära befäl under slutfasen av stora nordiska kriget, innan han blev kung. Karl XIII hade fört fältkommando i Finland under Gustav III:s ryska krig, när brodern Gustav III behövde lämna fronten, men när Karl själv blev kung var han åldrad och fältkommandot delegerades då till kronprins Karl Johan.